# Brosimum costaricanum
Brosimum costaricanum là một loài thực vật có hoa trong họ Moraceae. Loài này được Liebm. mô tả khoa học đầu tiên năm 1851.